# SP100型

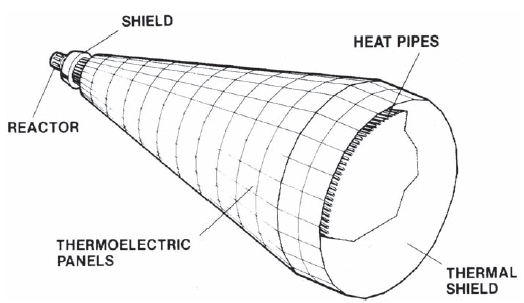
SP100型核动力系统

SP100型（太空反应堆原型）是美国一项以作为航天器小型核动力系统使用的核裂变反应堆研究计划，1983年，由美国宇航局、美国能源部和其他机构他机构发起。
现已开发了一座带有热导管的反应堆，该热导管将热量传输到用锂冷却的热离子转换器，但该项目从未发展到飞行硬件，并于1994年终止。

## 另请参阅
- 核辅助电力系统计划和1965年发射升空的斯纳普10A型
- 安全实惠型裂变发动机，以后的项目
- 千瓦级，后来的小型太空核反应堆